# Kościół Świętej Rodziny w Gostkowie
Kościół św. Rodziny – rzymskokatolicki kościół parafialny Świętej Rodziny mieszczący się w Gostkowie w dekanacie Kamienna Góra Wschód w diecezji legnickiej.

## Historia
Kościół św. Rodziny (pierwotnie św. Barbary i Katarzyny) wzmiankowany w 1335 r., powstał w XV w., przebudowany w drugiej połowie XVIII w. Jest to budowla orientowana, z prostokątną nawą, węższym prezbiterium zakończonym wieloboczną absydą oraz kwadratową wieżą na osi zwieńczoną cebulastym hełmem. Korpus nakryty dachami dwuspadowymi, w nawie płaski tynkowy strop, a w prezbiterium sklepienie krzyżowo - żebrowe, drewniana empora z trzech stron nawy. We wnętrzu zachowały się m.in.: trzy późnobarokowe ołtarze, ambona gotycka, chrzcielnica, polichromowane rzeźby z XV w., figury świętych z XVIII w., prospekt organowy z XIX w. 